# Zimri
Zimri, hebr. ‏זִמְרִי‎ (IX wiek p.n.e.) – uzurpator, władca królestwa izraelskiego o najkrótszym okresie panowania – 7 dni.
Był dowódcą rydwanów wojskowych króla Eli. Podczas libacji w stolicy zamordował monarchę i wyeliminował jego krewnych, po czym sam ogłosił się władcą. Miało to miejsce prawdopodobnie w 885 p.n.e. (Niektóre inne chronologie są zawarte w artykule królestwo Izraela).
Uzurpator zdołał utrzymać władzę  przez 7 dni. O koronę po Eli zaczęli pretendować Tibni i generał Omri. Ten drugi sformował własną armię i rozpoczął okupację Tirsy. Oblężenie zakończyło się zwycięstwem Omriego, a Zimri podpalił swój pałac i rzucił się w jego płomienie. 
John Dryden w poemacie Absalom i Achitofel nazywa Zimrim G. Villiersa, 2. księcia Buckingham.